# Cheerios
Cheerios – marka płatków zbożowych stworzona 19 lutego 1941 przez General Mills. W krajach europejskich produkowane przez Cereal Partners na licencji Nestlé.

## Płatki śniadaniowe
Wszystkie płatki mają formę pierścieni. Oryginalne smakują jak Cornflakes. Występują ich odmiany smakowe:

### Cheerios Miodowy
Cheerios Miodowe wprowadzono na rynek w 1979 roku jako pierwszą odmianę Cheerios. W odróżnieniu od oryginału są oblane miodem z nutą migdałów. Pierwotnie w składzie znajdowały się orzechy, zastąpione potem migdałami.

### Cheerios Wielozbożowy
Cheerios Wielozbożowe (zwane inaczej Cheerios – Pięć Zbóż) wprowadzono na rynek w 1992 roku. Zrobione są z pięciu zbóż:
pszenicy, kukurydzy, ryżu, owsa i jęczmienia. Pierwotnie bez jęczmienia.

### Cheerios Cukrowe
Cheerios Cukrowe wprowadzono w 1995 roku. Są oblane syropem cukrowym. Nie mają stałej maskotki, a w reklamach występują amerykańskie gwiazdy (np.: Wayne Knight, Tia i Tamera Mowry, Melissa Joan Hart, Gumby i Gilbert Gottfried). Nie są dostępne w Polsce.

### Cheerios Jogurtowe
Cheerios Jogurtowe wprowadzono w 2005 roku. W odróżnieniu od oryginału niektóre płatki są pokryte masą jogurtową. Dostępne są w trzech smakach: wanilia, truskawka i borówka amerykańska. Nie są dostępne w Polsce.

### Cheerios Oats
Cheerios Oats wprowadzono w 2015 roku. Są to miodowe kółeczka Cheerios wymieszane z płatkami owsianymi. Istnieje także wersja z cynamonem. Są dostępne w Polsce.

### Inne
- Jabłkowo-cynamonowe (1998)
- Cheerios and X’s (1993)
- Team Cheerios (1998)
- Purely O’s (1999)
- Millenios (1999–2000)
- Berry Burst Cheerios (2003)
- Owocowe (2006)
- Oat Cluster Crunch Cheerios (2007)
- Cheerios Snack Mix – Original (2008)
- Cheerios Snack Mix – Serowe (2008)
- Bananowe (2008)

Nie są dostępne w Polsce.

## Maskotki

### Cheerios Kid
Od lat 50. maskotką Cheerios był animowany chłopiec imieniem Kid. Drugoplanowym bohaterem była dziewczynka Sue. W standardowej reklamie na początku Sue zagrażało jakieś niebezpieczeństwo, następnie zawołany na pomoc Kid zjadał Cheerios i w sprytny sposób ratował ją. Na końcu reklamy tłumaczył, że spryt i siłę fizyczną zawdzięcza Cheerios. W latach 70. zaprzestano emisji reklamy. Na krótko powrócono do niej na początku lat 80.

### „Just Cheeri-yodel”
W latach 70. w nowych blokach reklamowych pojawiał się jodłujący „stick-man”. W swych piosenkach zachwalał płatki. W standardowej reklamie spotykał on zmęczonych swą pracą ludzi. Przypomina im o płatkach Cheerios, a gdy już je zjedzą, powraca w nich chęć do pracy. Następnie krótką piosenką przypominał o pożywnym śniadaniu, jakim są Cheerios. Występował do 1980 roku.

### Gang Orzechowy
Ci bohaterowie pochodzili z amerykańskiego komiksu Fistaszki.
- Charlie Brown – w swojej reklamie grał w koszykówkę, co mu jednak nie wychodziło. Dzięki Cheerios odzyskał energię i wygrał.
- Schroeder – w swojej reklamie nie mógł skoncentrować się na grze na fortepianie. Zjedzenie Cheerios dodało mu weny i zaczął komponować.
- Franklin – nie wychodziło mu surfowanie po falach, Cheerios wspomógł jego wyczucie równowagi.
- Peppermint Patty – jemu także Cheerios dodał energii do wyścigu rowerowego.

### Shawn Johnson
Od 2009 roku na opakowaniach i w reklamach pojawia się Shawn Johnson – złota medalistka olimpiady w Pekinie w gimnastyce.